# Markus Kac
Markus Kac (ur. 30 listopada 1918 w Świlczy, zm. 5 listopada 2005 w Katowicach) – polski działacz komunistyczny żydowskiego pochodzenia.
W latach 1953–1956 naczelnik Wydziału Śledczego Wojewódzkiego Urzędu Bezpieczeństwa Publicznego w Stalinogrodzie, w latach 1951–1953 naczelnik Wydziału Śledczego WUBP w Gdańsku oraz w latach 1949–1951 zastępca naczelnika Wydziału Śledczego gdańskiego WUBP. W latach 1958–1962, w stopniu majora pracował w Komendize Wojewódzkiej Milicji Obywatelskiej w Katowicach.
Skazany w marcu 1996 wśród 11 stalinowskich oprawców, razem z Adamem Humerem, dyrektorem Departamentu Śledczego Ministerstwa Bezpieczeństwa Publicznego. Sąd udowodnił im znęcanie się nad więźniami politycznymi w czasach stalinowskich.
Został pochowany na cmentarzu żydowskim w Katowicach przy ulicy Kozielskiej. Jego synem jest Włodzimierz Kac (ur. 1951).